# Lesser
Lesser ist ein deutscher Familienname und Vorname.

## Vorname
Der Vorname Lesser kommt vom hebräischen Vornamen Elieser. Bekannte Namensträger sind:
- Lesser Blum (1934–2016), US-amerikanischer Physikochemiker
- Lesser Knoller (1860–1931), deutscher Autor, Rabbiner und Religionslehrer
- Lesser Samuels (1894–1980),  US-amerikanischer Drehbuchautor
- Lesser Ury (1861–1931), deutscher Maler und Grafiker

## Nachname
Träger des Nachnamens Lesser sind:
- Adolf Lesser (1851–1926), deutscher Gerichtsmediziner
- Adolph Lesser (1819–1898), deutscher Jurist und Reichsgerichtsrat
- Aleksander Lesser (1814–1884), polnischer Maler und Kritiker
- Alfred Lesser (1940–2022), deutscher Skispringer
- Andreas Lesser (* 1952), deutscher Kaufmann und Stiftungsgründer
- Anna Lesser-Kiessling (1841–nach 1902), deutsch-österreichische Schauspielerin, Schriftstellerin und Frauenrechtlerin
- Anton Lesser (* 1952), britischer Schauspieler
- Axel Lesser (* 1946), deutscher Skilangläufer
- Edmund Lesser (1852–1918), deutscher Dermatologe
- Erik Lesser (* 1988), deutscher Biathlet
- Ernst Josef Lesser (1879–1928), deutscher Physiologe und einer der Entdecker des Insulins
- Felix Lesser (1887–1974), deutscher Jurist und Präsident des Hessischen Staatsgerichtshofs
- Friedrich Christian Lesser (1692–1754), deutscher evangelischer Theologe und Historiker
- Gabriele Lesser (* 1960), deutsche Journalistin
- Henry Lesser (* 1963), deutscher Fußballspieler
- Hermine Lesser (1853–1943), deutsche Frauenrechtlerin
- Horst Lesser (* 1934), deutscher Skispringer
- Ingo Lesser (* vor 1986), deutscher Skispringer
- Jonas Lesser (1895–1968), rumänischer Lektor, Essayist und Übersetzer
- Katrin Lesser (* 1963), deutsche Landschaftsarchitektin und Autorin
- Laurence Lesser (* 1938), US-amerikanischer Cellist und Musikpädagoge
- Len Lesser (1922–2011), US-amerikanischer Schauspieler
- Ludwig Lesser (Schriftsteller) (1802–1867), deutscher Schriftsteller und Journalist
- Ludwig Lesser (Landschaftsarchitekt) (1869–1957), deutscher Landschaftsarchitekt
- Mike Lesser (1943–2015), britischer mathematischer Philosoph und Aktivist
- Milton Lesser (1928–2008), US-amerikanischer Schriftsteller, siehe Stephen Marlowe
- Moritz Ernst Lesser (1882–1958), deutscher jüdischer Architekt
- Otto Lesser (1830–1887), deutscher Astronom
- Peter Lesser (* 1941), deutscher Skispringer
- Richard Lesser (1839–1914), deutscher Buchhändler, Verleger, Zeitschriftenchefredakteur und Freimaurer
- Rika Lesser (* 1953), US-amerikanische Lyrikerin und Übersetzerin
- Robert Lesser (* 1942), US-amerikanischer Schauspieler
- Rose Lesser (1908–2002), deutsche Autorin in Japan
- Rudi Lesser (1902–1988), deutscher Aquarellmaler, Radierer und Lithograf
- Sol Lesser (1890–1980), US-amerikanischer Filmproduzent
- Stanislaus Lesser (1840–1907), Schauspieler und Theaterdirektor
- Victor Lesser, US-amerikanischer Informatiker
- Wendy Lesser (* 1952), US-amerikanische Kunstkritikerin und Autorin
- Werner Lesser (1932–2005), deutscher Skispringer
- Wilhelm Lesser (1812–1889), deutscher Politiker
- Wolfgang Lesser (1923–1999), deutscher Komponist und Musikfunktionär in der DDR